# Kamwanga
Kamwanga è una circoscrizione rurale (rural ward) della Tanzania situata nel distretto di Longido, regione di Arusha. Conta una popolazione di 10 146 abitanti (censimento 2012).